# Любек во французский период

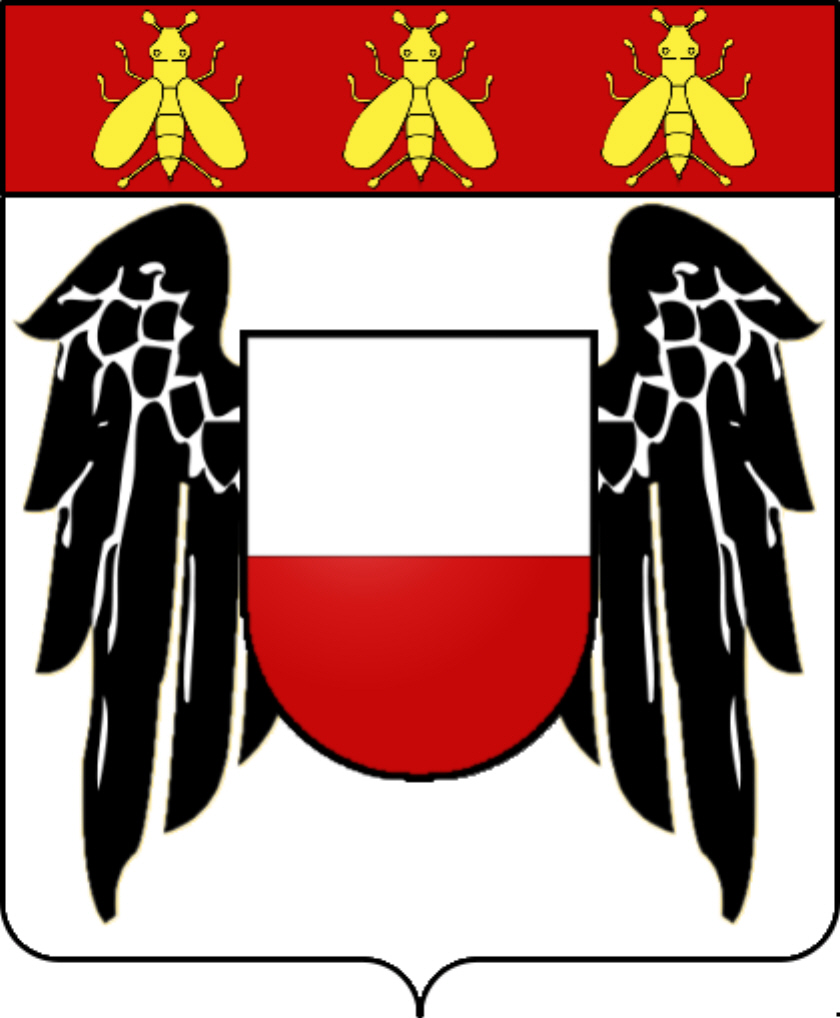
Герб Любека (1811 год) как французского имперского города. Bonne ville de l’Empire français

Любек во французский период (нем. Lübecker Franzosenzeit) — термин в северогерманской историографии, используемый для обозначения периода истории города Любек с 1806 по 1813 год.

## Предыстория
С момента освобождения от датской власти в 1225 году Любек не был завоеван какой-либо вражеской державой с момента. Нейтралитет с середины XVII в., обеспечивался тесными связями с императором и империей, а после начала войны с революционной Францией с 1795 г. — подкупом французских политиков. Ситуация изменилась после падения Священной Римской империи в августе 1806 г., снявшего защиту имперских учреждений, и поражения прусской армии в двойном сражении при Йене и Ауэрштедте 14 октября войсками Наполеона
Вольный город Любек заключительным постановлением имперской депутации от 1803 года обладал полным суверенитетом (§ 27) и как прочие ганзейские города придерживался нейтралитета. В рамках этой политики им был начат демонтаж городских укреплений.
После распада Священной Римской империи в августе 1806 г. и последовавшего за этим войной Франции и Пруссией, Любек 6 ноября был оккупирован преследовавшими прусские войска. В январе 1811 г. независимости любекской общины был положен конец.

## Битва при Любеке

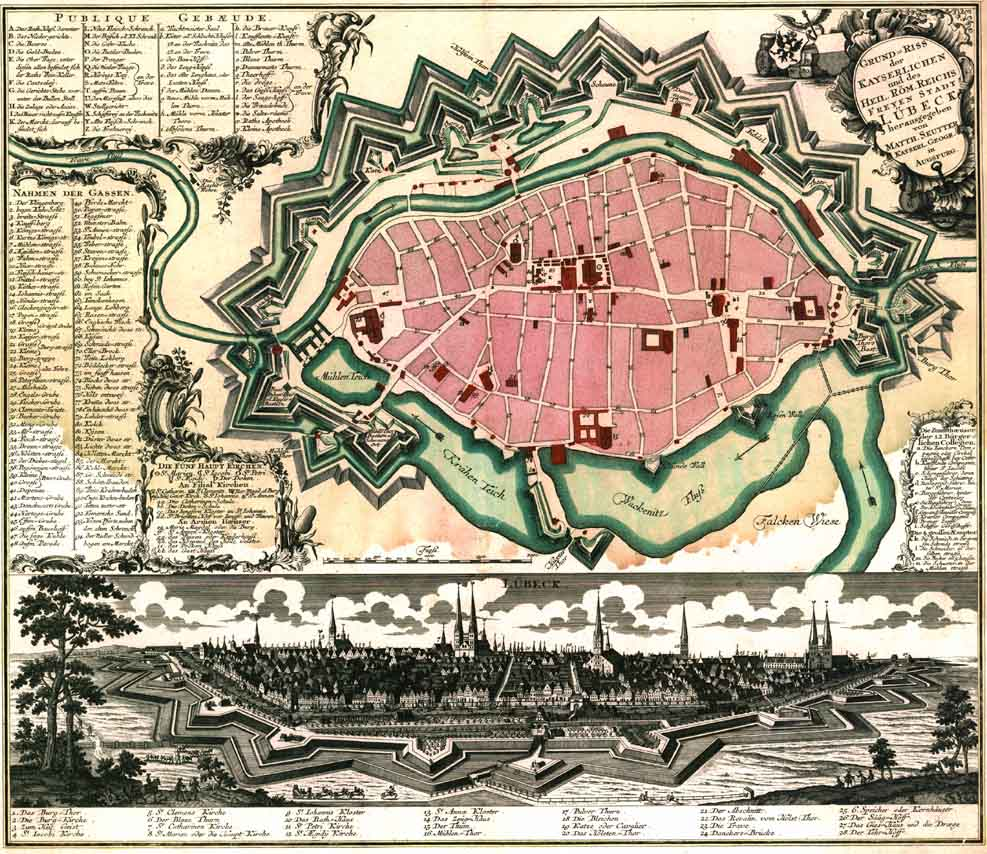
Архитектурный план города Любек в 1750 году.

Под угрозой наступления остатков разбитой в битвах при Йене и Ауэрштедте прусской армии во главе с Гебхардом Блюхером и преследующих его трех французских армейских корпусов небольшой шведский контингент войск под командованием полковника Карла Акселя фон Мориана в герцогстве Лауэнбург отступил через Любек, нарушив нейтралитет города и повредив 3 ноября Замковые и Мельничные ворота. Наступавшие с востока из Мекленбурга пруссаки подошли к городу около 10 часов утра 5 ноября и, угрожая расправой и нарушив нейтралитет Любека, вошли в город. Численность прусских войск примерно соответствовала численности населения города в то время, и их расквартирование превратилось в хаос. Блюхер проигнорировал оговорки городского сената.
На следующее утро французские войска численностью 53 000 человек во главе с маршалами Бернадоттом, Мюратом и Сультом достигли города и открыли бой, причем Бернадот атаковал северные ворота замка, Мюрат — восточный Хюкстертор, и Сульт направился к южным воротам. Вопреки распоряжениям Блюхера и Герхарда Шарнхорста, отвечавший за защиту ворот замка Фридрих Вильгельм Брауншвейг-Вольфенбюттельский разместил свои войска за воротами, чем помог врагу войти в город после их отступления. Около полудня французы вошли в город через трое городских ворот, а пруссаки бежали на север через западные Гольстенские ворота через Бад-Швартау в принадлежавшие Любекскому княжеству Ратекау в Любекском княжестве, поскольку им также был отказано в проходе к датскому Гольштейну. Шарнхорст и Йорк были захвачены французами вместе с 5000 прусских солдат. Шведские солдаты, которые взошли на борт двумя днями ранее, но все ещё находились на Траве из-за неблагоприятных ветров, также попали под обстрел и попали в плен. К вечеру Любек был занят французами.
После пережитой накануне прусской оккупации войсками Блюхерса и кровопролитных уличных боев французы три-четыре дня грабили город. Об этих событиях сообщил живший в Любеке ученый и эмигрант Шарль де Виллер в своем письме к графине Фанни де Богарне, являвшейся родственницей жены Наполеона. Письмо широко разошлось по всей Европе и является важным источником для изучения событий тех дней.
Однако письмо Виллера не возымело должного эффекта. Вместо того чтобы принять Наполеона за обиженного Любека, он пригрозил автору арестом. Делегация Сената, отправленная к Наполеону в Берлин 12 ноября, была принята 18 ноября. Однако император относился к посланникам прохладно и не давал никаких обещаний.
Задача справиться с 3000 погибших и бесчисленных раненых привела к тому, что любекские врачи сблизились и, в конечном итоге, к основанию Любекской медицинской ассоциации в 1809 году.
С 1806 года Великобритания пыталась мешать морской торговли Любека с Францией, благо с 1716 года между ними был торговый договор. В результате британской морской блокады в Любеке существенно выросли цены на вино (в основном импортировалось из Франции) и колониальные товары (поставлялись почти исключительно из Великобритании). Контрабанда не могла процветать, поскольку Любек и его деревни контролировались французскими военными и таможенниками, чьи проверки были частыми и дотошными (каждый таможенник и таможенный солдат получал до 20 % конфискованных товаров). Приходилось платить высокие взносы и столовые для старшего военного персонала, возлагавшиеся на местное население в рамках оккупации..
Во второй половине XIX века Любеку потребовалось консолидировать государственный долг, возникший в результате битвы 1806 года и последующей оккупации. Старые долги и новые кредиты создавали финансовые проблемы для городской казны. Любек все ещё ощущал последствия Тридцатилетней войны, и в 1806 году долги города уже составляли от шести до семи миллионов любекских марок. Убытки и расходы города с ноября 1806 года составили почти 17 миллионов марок. В ноябре 1806 года французы конфисковали в общей сложности 38 прусских, русских и шведских кораблей в порту, корабли и грузы были проданы за 600 000 франков (только около четверти выручки пошло во французскую казну, большая часть денег текла в личную казну Бернадота и других высокопоставленных офицеров). В ответ шведы заблокировали порт Любек и не позволили пройти 16 любекским кораблям. Из-за этого в Любек не заходили другие корабли, помимо проблем с продовольствием от нехватки сырья страдала промышленность.
Чтобы помочь морской торговли Любека, которая наряду с сухопутной была основным источником дохода местных жителей, Наполеон планировал построить канал. Его целью было обеспечить Францию торговый путь с сырьем с севера и обеспечить поставки товаров из стран Балтийского моря вне британской сферы влияния. Канал от Балтийского моря до Сены должен был быть построен в течение пяти лет. Согласно плану, канал Стекница должен был быть расширен как конец балтийского канала Сены, а между Эльбой, Везером и Эмсом должны были быть прорыты новые каналы. Несмотря на поддержку жителей Любека, Наполеон в итоге отказался от всей концепции.

## Французский период
В Любеке Виллер побывав в доме мэра Любека Маттеуса Родде и Доротеи Шлёцер смог смягчить на первом этапе условия французской оккупации с помощью маршала Бернадота, который проживал в том же доме. Позже публицист и агент городов Бремена и Любека Иоганн Георг Кернер попытался смягчить чрезмерно жесткие меры, принятые французскими властями во "французский период. 8 ноября Бернадот издал приказ о запрете грабежей и учредил военные трибуналы, поставиd город под защиту императора. Непосредственные потери помимо 18 убитых горожан от боя и последующих тягот комиссия оценила следующим образом:
| Франки     | Категория                            |
| ---------- | ------------------------------------ |
| 6.607.051  | Грабёж                               |
| 1.767.124  | Урон помещениям                      |
| 552.251    | Больничное оборудование              |
| 192.000    | надбавка старшему военному персоналу |
| 858.357    | поставки вещей во французские войска |
| 11.252.380 | Итого                                |

Однако этот список убытков неполный, поскольку комиссия из уважения к высокопоставленным французским офицерам не перечислила все денежные и товарные дары. Таким образом, Бернадот получил 100 000 франков и двух лошадей; в общей сложности к сентябрю 1809 года эти «подарки» составили 398 210 марок в Любекском Куранте.
16 ноября 1806 года в Берлин прибыла делегация, посланная Сенатом и парламентом Любека, в составе сенатора Родде в качестве правления, сенатора Овербека и купцов Гедерца и Мюллера. Была надежда, что личный визит к Наполеону и различным министрам улучшит судьбу Любека. Однако даже личная аудиенция делегации у императора не улучшила ситуацию.
28 ноября 1806 года Наполеон через генерала Бюже официально овладел городом, признав существующие власти. Франция постановила, что торговцы Любека должны декларировать на таможне все британские торговые товары, хранящиеся в городе. Это соглашение последовало за берлинским декретом Наполеона от 21 ноября 1806 г., которым он инициировал континентальную блокаду Британских островов. Правила коснулись Любека, поскольку Великобритания перенаправила свой экспорт в Германию в ганзейские города Гамбург и Бремен после оккупации Голландии французскими войсками и в Любек после блокады Эльбы и Везера. Das Berliner Dekret, das am 27. November und in den folgenden Ausgaben der Lübeckischen Anzeigen veröffentlicht wurde, enthielt folgende Neuerungen:
- Британские острова были объявлены заблокированными.
- Всякая торговля и переписка с Великобританией были запрещены.
- Любой британец, обнаруженный в оккупированных странах, должен был рассматриваться как военнопленный.
- Все британское имущество было конфисковано.
- То же самое относилось к товарам из британских колоний или фабрик.
- Ни одному кораблю из Великобритании или британских колоний не разрешалось заходить в оккупированный французами порт.
- Корабли-нарушители считались британскими и конфисковывались.

25 марта 1807 года Наполеон уточнил Берлинский указ:
- Балластным судам разрешалось выходить в море только тогда, если были предоставлены доказательства их не посещения британских портов.
- гарантия полной стоимости корабля должна была быть внесена на хранение — это также относилось к загруженным кораблям
- уходящие корабли обыскивали таможенные солдаты.
- Прибывающие корабли сопровождались военными на реке Траве из Травемюнде в Любек.
- Кораблям разрешалось разгружать только после досмотра, подтверждавшего соответствие заявленных судовыми документами перевозимых грузов
- При обнаружении хотя бы одного нелегального предмета конфисковывался весь корабль[11].

Миланским указом от 25 ноября 1807 г. Наполеон распространил континентальную блокаду на нейтральное судоходство, с нейтральных кораблей британские товары теперь также изымались. Трианонским декретом от 5 августа 1810 года была ввеедена 50-процентная пошлину на все ввозимые товары, независимо от их происхождения.
Экономически город Любек и его жители были полностью истощены в период с 1806 по 1813 год. В ответ на то, что французы завладели курфюршеством Ганновер в 1803 году, Великобритания заблокировала место слияния рек Везер и Эльба, что позволило Любеку взять на себя всю северную торговлю, ради увеличения которой пришлось расширить порт. Увеличение таможенных сборов и количества прибывающих и отбывающих судов иллюстрирует подъём, который принес населению значительный рост доходов. С другой стороны, морская торговля Любека и движение судов в гавани полностью прекратились между 1807 и 1813 годами. В это время торговый город был практически отрезан от всех доходов.
| Порт Любека: | входящие корабли | выходящие корабли | Таможенная выручка (в любекских марках) |
| ------------ | ---------------- | ----------------- | --------------------------------------- |
| 1800         | 1008             | 980               |                                         |
| 1802         |                  |                   | 39.000                                  |
| 1803         |                  |                   | 64.000                                  |
| 1804         |                  |                   | 93.000                                  |
| 1805         | 1500             | 1500              | 63.000                                  |
| 1806         | 1508             | 1540              | 52.000                                  |
| 1807         | 389              | 406               | 28.000                                  |
| 1808         | 51               | 58                | 5,457                                   |
| 1809         | 86               | 110               | 2.563                                   |
| 1810         | 78               | 70                | 2.112                                   |

Все 78 кораблей, прибывших в 1810 году, были небольшими датскими каботажными судами, что показывает, что условия год от года становились все более тяжелыми. Поскольку для службы на французском флоте в Любеке явилось всего 130—140 моряков вместо необходимых 400, 17 июня 1808 года порт был закрыт также для перевозки еды и рыболовного ремесла. Чтобы улучшить ситуацию со снабжением, в ноябре было одобрено возобновление маршрута прибрежных операций в Висмар и Нойштадт для продуктов питания и древесины. Сенат Любека принес присягу шкиперов соблюдать французские законы. Однако Наполеон во многих отношениях затруднил торговлю с помощью всевозможных правил. В феврале 1809 г. была остановлена судоходная линию Любек-Висмар-Нойштадт Лесные запасы Любека активно использовались различными воинскими частями.
Каперство, практикуемое Францией, Великобританией, Данией и Швецией на Балтике, ухудшило экономическую ситуацию, в результате чего страховые полисы выросли в десять раз по сравнению с уровнем до 1806 года. Серьёзный кризис, который сопровождался около 200 банкротств в период с 1808 по 1813 г., сопровождался многими социальными потрясениями, и прежние территориальные и политические порядки были опрокинуты. В Любеке была модернизирована судебная система, отменены виселицы и столбы позора. Часовня присяги Любекского совета должна была быть доставлена в Гамбург. Была введена свобода торговли. Приходилось платить более высокие налоги (налог на имущество, личный налог, налог на мебель, налог на игральные карты, налог на двери и окна, налог на торговлю и бизнес, деньги за ворота, гербовый сбор и ряд дополнительных налогов, некоторые из которых были новыми. Были введены публичные азартные игры и имперская лотерея. Книгопечатники и книготорговцы находились под пристальным наблюдением. Право ассоциации и собраний было ограничено. Тайна переписки не сохранялась

## В составе французской империи (1811—1813)

Карта морского залива Любека.

1 января 1811 года Любек стал частью Французской империи как Bonne ville de l’Empire français и столицей округа северо-восточного французского департамента, департамента Буш-де-л’Эльба, при генерал-губернаторе Луи-Никола Даву и префекте Патрис де Конинк. Совет Любека был распущен, и место граждан занял муниципальный совет. Верховным администратором округа Любек был субпрефект Химбер де Фленьи, назначенный императором. Сначала Мэром (мэром) был назначен мэр Любека Иоганн Маттеус Тесдорпф, затем городской синдик Антон Дидрих Гютшов; Бывший сенатор Кристиан Адольф Овербек стал казначеем. Наиболее серьёзные нововведения включали разделение административной и судебной власти и замену многовекового любекского права Кодексом Наполеона. Все горожане теперь были равны в правах с ранее привилегированным сословием

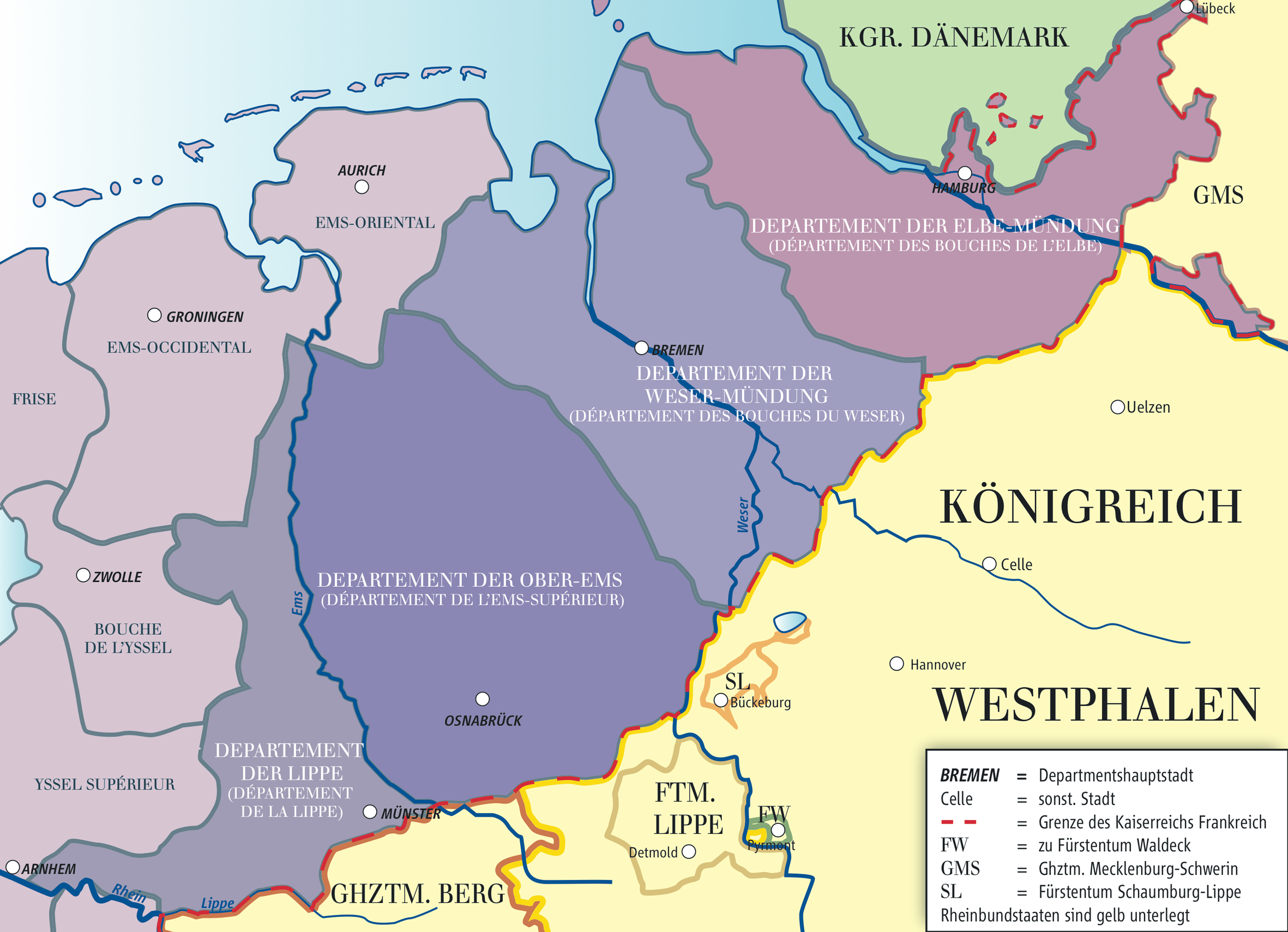
Департаменты Французской империи на севере Германии (также известны как Ганзейские департаменты).

Между 1811 и 1812 годами ни один корабль не заходил в порт Любека. Мало того, что последствие ненавистной интеграции во французское государство впечатляет с сегодняшней точки зрения, сразу же был начат огромный процесс планирования, целью которого было создание новой инфраструктуры. В отношении Любека это были плановые исследования после проведения обширных изыскательских работ:
План строительства канала от Парижа до Балтийского моря, на участке между Любеком и Эльбой путем расширения Штекницкого канала.
Расширение Hemmelsdorfer See до нового военно-морского порта.
План строительства канала между Северным морем и Любекским заливом Балтийского моря по трассе канала Альстер-Бесте.
Для строительства военно-морского порта французы провели подробные геодезические работы в Любекском заливе около 1810 года, результаты которых были задокументированы на геодезической карте 1811 года.

## Окончание французской власти
18 марта 1813 года находившийся на русской службе полковник Фридрих Теттенборн вторгся в соседний город-побратим Гамбург, на следующий день Мэйр Тесдорпф из Любека и весь городской совет подали в отставку, вернувший себе статус мэра Тесдорпфа восстановил совет и гражданское право. Ганзейские города основали Ганзейский легион, который подчинялся русскому армейскому корпусу генерала Людвига фон Вальмоден-Гимборна Северной армии; в Любеке немедленно была сформировано гражданское ополчение.
Но вечером 3 июня Любек был занят союзными французам 1 600 датскими драгунами, вскоре после этого вернулся и гарнизон. Во время сбора солдат на рыночной площади произошел досадный инцидент, в результате которого косторез Юрген Пауль Праль был застрелен о стену у ворот мельницы. В память об инциденте в городе установлен мемориал. После битвы под Лейпцигом Даву получил приказудерживать крепость Гамбург, так что город Любек был сдан бригадным генералом Франсуа Антуаном Лаллеманом своему бывшему соратнику Бернадотту, который ныне являлся шведским наследным принцем и противником Наполеона.
Следующей казачьей зимой 1813/1814 годов после заключения Кильского мира гольштейнская область Любека значительно пострадала от войск под командованием Леонтия Беннигсена.
В феврале 1814 года шведский генерал Готтхард, Эберхард Эрнст фон Вегезак был назначен военным губернатором Любека.

## Последствия
Второй Парижский мир (1815 г.) предусматривал, что Франция также выплатит Любеку репарации, сумма которых оказалась не достаточной для компенсации ущерба. Из-за этого преодоление банкротства и восстановление экономической жизнеспособности стало центром всех политических соображений города ближайшие несколько десятилетий. Долги Любека составляли почти 10 миллионов марок, их нельзя было отменить по низким процентным ставкам и их погашение заняло время с 1837 и 1881 год.
После Второй мировой войны почти все названия улиц в Париже, которые указывали на Германию, были ликвидированы. Однако сохранились те, которые напоминают о победоносных сражениях за Империю: например, авеню де Фридланд или авеню д’Иена. В 16-м округе, недалеко от Трокадеро, находится улица Любека.

### Архивы
- Senats Akten der «Franzosenzeit»
- Bekanntmachungen aus der «Franzosenzeit» 1800—1813 L IV 408
- Originale Handschrift der Lebenserinnerungen des Lehrers C.F.C. Großheim aus Lübeck
- Sterbe- bzw. Begräbnisbücher (Dom, Marien, Petri, St. Aegidien)
- Franz. Zeit Sterbe-Reg. 1813 (Zivilstands-Register)
- Zeitgenössische Karten
- Personenkartei
- La copie de l´acte de capitulation du lieutenant-général Blücher à Ratekau le 7 novembre 1806
- Antwortschreiben Bernadottes an Charles de Villers vom 13. (?) Mai 1807, Band 11 (Photokopie);
- Copie: Capitulation du 7 Novembre 1806, Band 11; Copie: Etats des Troupes Comprises dans la Capitulation du 7 Novembre 1806, Band 11 (Photokopie);
- Brief Blüchers an Bernadotte vom 22. November 1806 aus Hamburg, Band 11 (Photokopie).
- Olof Ahlers: Aus den Aufzeichnungen von G.C.L. Staunau, 'Zeitschrift des Vereins für Lübeckische Geschichte und Altertumskunde' (ZVLGA), Bd. 53 1973, S. 157ff
- Wilhelm von Bippen (Hg.): Dora Curtius über die Ereignisse des 6. November 1806 und der folgenden Tage, ZVLGA, Bd. 15, 1913, S. 161ff
- W. Brehmer (Hg.): Lübecks Handelsbetrieb und Fabriktätigkeit zu Ende des vorigen Jahrhunderts, Mittheilungen des Vereins für Lübeckische Geschichte und Altertumskunde, Heft 5, 1891, 1892
- Syndicus C. G. Curtius: Der sechste November 1806 zu Lübeck, und dessen nächsten Folgen, in 'Neue Lübeckische Blätter', Erster Jahrgang, Lübeck 1835, No 44-48, S. 330—367 (verteilt)
- Friedrich von Eisenhart: Friedrich von Eisenharts Bericht über die Ereignisse des Jahres 1806, ZVLG, Bd. 12, Heft 1, Lübeck 1910, S. 94ff
- Französische Berichte über die Ereignisse um Lübeck, MVLGA, Heft 5, 1891, 1892, S. 49-59, 65-73, 83-87, 99-105, 113—117
- C.F.C. von Großheim: Meine Lebensbeschreibung, MVLGA, Heft 14, 1919—1928, Lübeck 1929
- P. Hasse (Hg.): Aus dem Tagebuch des Herrn Heinrich Christian von Hoff, MVLGA, Haft 8, 1897, 1898, Lübeck 1899, S. 33-63
- Horst Kohl: Blüchers Zug von Auerstedt bis Ratekau und Lübecks Schreckenstage (1806), Voigtländers Quellenbücher, Bd. 46, Leipzig 1912
- O. Kröplin (Hg.): Erzählungen der wichtigsten Ereignisse in Lübeck vor, während und nach der Schlacht am 6. November 1806, Vaterstädtische Blätter, 1906, No. 44, 45, 47
- Th. Möller: Ereignisreiche Tage der Stadt Lübeck im Jahre 1806, in 'Die Heimat', Jg. XI, Kiel 1901
- Ludw. Bernh. Nöltingk: Die Schlacht bei Lübeck am 6. November 1806 und ihre Folgeerscheinungen, Vaterstädtische Blätter 1906, No. 46, 47
- Theodor Rethwisch (Hg.): Aus vergilbten Pergamenten, Bd. 12, Die Hansestädte unter dem Kaiserreich Napoleons, Leipzig, o. J., darin u. a.: Erinnerungen des reitenden Ratsdieners M.F. Klüver; Tagebuch der Ratekauer Pastorentochter E. Schrödter
- Ludwig von Reiche: Memoiren des königlich preußischen Generals der Infanterie Ludwig von Reiche, Leipzig 1857 (Auszug in: Deutschland unter Napoleon in Augenzeugenberichten, dtv 2715, München 1982, S. 197—199)
- Senatsprotokolle vom 3.-5. Nov. 1806, Vaterstädtische Blätter 1896, No. 7
- Unbekannter Augenzeuge, 'Vaterstädtische Blätter', 1897, No. 49, 50, 1998, No. 1, 3
- Charles de Villers: Lettre à Mme la comtesse Fanny de Beauharnais contenant un récit des événements qui se sont passés à Lübeck dans le journées du jeudi 6 novembre 1806 et les suivantes, deutsche Übersetzung: Brief an die Gräfin Fanny von Beauharnais, Amsterdam 1817
- Charles de Villers: Brief an die Gräfinn Fanny de Beauharnais enthaltend eine Nachricht von den Begebenheiten, die zu Lübeck an dem Tage, Donnerstag den 6ten November 1806 und folgenden vorgefallen sind. Kunst- und Industrie-Comptoir, Amsterdam 1807 Шаблон:Digitalisat; Neudruck: Lübeck 1981
- Carl Friedrich Wehrmann|C. Wehrmann (Hg.): Zur Erinnerung an die Franzosenzeit, Prevotal-Gerichtshof der Douanen zu Hamburg im Departement der Elbmündungen, Mittheilungen des Vereins für Lübeckische Geschichte und Altertumskunde, Heft 6, 1893 und 1894, Lübeck 1895.
- Hans Christian Zietz: Ansichten der Freien und Hansestadt Lübeck und ihrer Umgebungen, Frankfurt a. M. 1822, S. 206 ff

### Вторичная литература
- Wilhelm Bangert: Festschrift zur Hundertjahrfeier der Befreiung Lübecks. Lübecks Franzosenzeit 1806—1813, Lübeck Selbstverlag. (Druck von Julius Heise) 1913
- Fritz Endres (Hg.): Geschichte der Freien und Hansestadt Lübeck, Lübeck 1926, S. 91ff
- Michaela Blunk: Informationen zur Regionalgeschichte. Lübeck in der Franzosenzeit 1806—1813 (56 Seiten), 1986 herausgegeben vom Seminar Lübeck für Realschulen-IPTS 62
- A. Graßmann (Hrsg.): Lübeckische Geschichte, 2. Aufl. Lübeck 1989, S. 529 ff.
- Torvald Höjer: Bernadotte und die Hansestätte, Hansische Geschichtsblätter (HGBll), Jg. 73, 1955, S. 146—157
- Jan Jelle Kähler: Französisches Zivilrecht und französische Justizverfassung in den Hansestädten Hamburg, Lübeck und Bremen (1806—1815), Frankfurt a. M. 2007.
- Karl Klug: Geschichte Lübecks während der Vereinigung mit dem französischen Kaiserreiche 1811—1813, 'Erste Abtheilung', Lübeck 1856, 'Zweite Abtheilung', Lübeck 1857
- Doris Mührenberg: Die Franzosenzeit in Lübeck, in: M. Gläser, I. Sudhoff, P. Birk
- Hansen und Th. Roland, Hrsgg., Nicht nur Sauerkraut und Smørrebrød. Ikke kun smørrebrød og sauerkraut (= Ausstellungen zur Archäologie in Lübeck 8), 2005, S. 47-50
- Leopold von Schlözer: Dorothea von Schlözer der Philosophie Doctor, Berlin, Leipzig 1923, insbes.: Franzosenzeit 1806—1810, S. 239—278
- Werner Schubert: Frankreichs Pläne zur Einführung des Code Napoléon in den Hansestädten (1807/1808), ZVLGA, Bd. 57, 1979, S. 138—148
- Helmut Stubbe da Luz: «Franzosenzeit» in Norddeutschland (1803—1814). Napoleons Hanseatische Departements, Bremen 2003 ISBN 3-861-08384-1.
- Friedrich Voeltzer: Lübecks Wirtschaftslage unter dem Druck der Kontinentalsperre, Druck und Verlag von Max Schmidt-Römhild, Lübeck 1925
- Johannes Warncke: Lübecks Befreiung von der Franzosenherrschaft und die Einsetzung der hanseatischen Legion, Gebr. Borchers, Lübeck 1913
- Adolf Wohlwill: Karl von Villers und die Hansestädte, insbesondere während der Hamburger Konferenzen vom Herbst 1809, HGBll., Bd. XV, 1909, S. 483—507
- Zahlreiche Aufsätze in den Mittheilungen des Vereins für Lübeckische Geschichte und Altertumskunde:
  - W. Brehmer (Heft 1, 1883, 1884, S. 5-14, 18-21, 122—129, 162—172; Heft 2, 1885, 1886, S. 130ff; Heft 5, 1891, 1892, S. 35-37)
  - C. Wehrmann (Heft 6, 1893, 1894, S. 67-70, 109—112, 120f)
  - A. Wohlwill (Heft 6, S. 142f)
  - Theodor Eschenburg (Heft 6, S. 163—168)
  - W. Brehmer (Heft 7, 1895, 1896, S. 5ff)
  - P. Hasse (Heft 10, 1901, 1902, S. 52-58)
  - G. Sommerfeldt (Heft 10, S. 114—120)
  - P. Hasse (Heft 10, S. 183ff; Heft 11, 1903, Jan.-Dez., Nr. 1-6, S. 79-92; Heft 11, 1904, Jan.-Sep., Nr. 7, S. 100—108; Heft 12, Zweite Hälfte 1906, S. 164—177)
  - Zahlreiche Veröffentlichungen in 'Vaterstädtische Blätter' — insbesondere in den Jubiläumsjahrgängen